# Löwenbräu
Löwenbräu («Лёвенброй», дословно — «львиная пивоварня») — марка пива, принадлежащая пивоваренному гиганту Anheuser-Busch InBev. Под этой маркой выпускаются сорта пива, традиционные для города Мюнхена.

## История
Первая запись о «Львиной пивоварне» в мюнхенском архиве датируется 1746 годом. Своим названием пивоварня обязана фреске XVII века, изображавшей пророка Даниила во рве со львами.
Превращение Löwenbräu в крупнейшую пивоварню Мюнхена произошло в XIX веке благодаря деловой хватке Георга Брея, который приобрёл это заведение в 1818 году. В 1863 году фирма Брея производила четверть всего пива в Мюнхене. Тогда же была придумана легенда об основании в 1383 году. В 1880-е годы Людвиг Брей строит при пивоварне роскошный пивной ресторан — Лёвенбройкеллер.
В 1997 году компания Löwenbräu AG объединилась с конкурирующей пивоварней Spaten-Franziskaner-Bräu. В 2003 году их совместное предприятие группу «Шпатен-Лёвенброй» (Spaten-Löwenbräu-Gruppe) приобрел пивоваренный гигант Interbrew, который позднее объединился с AmBev в транснациональный концерн InBev.

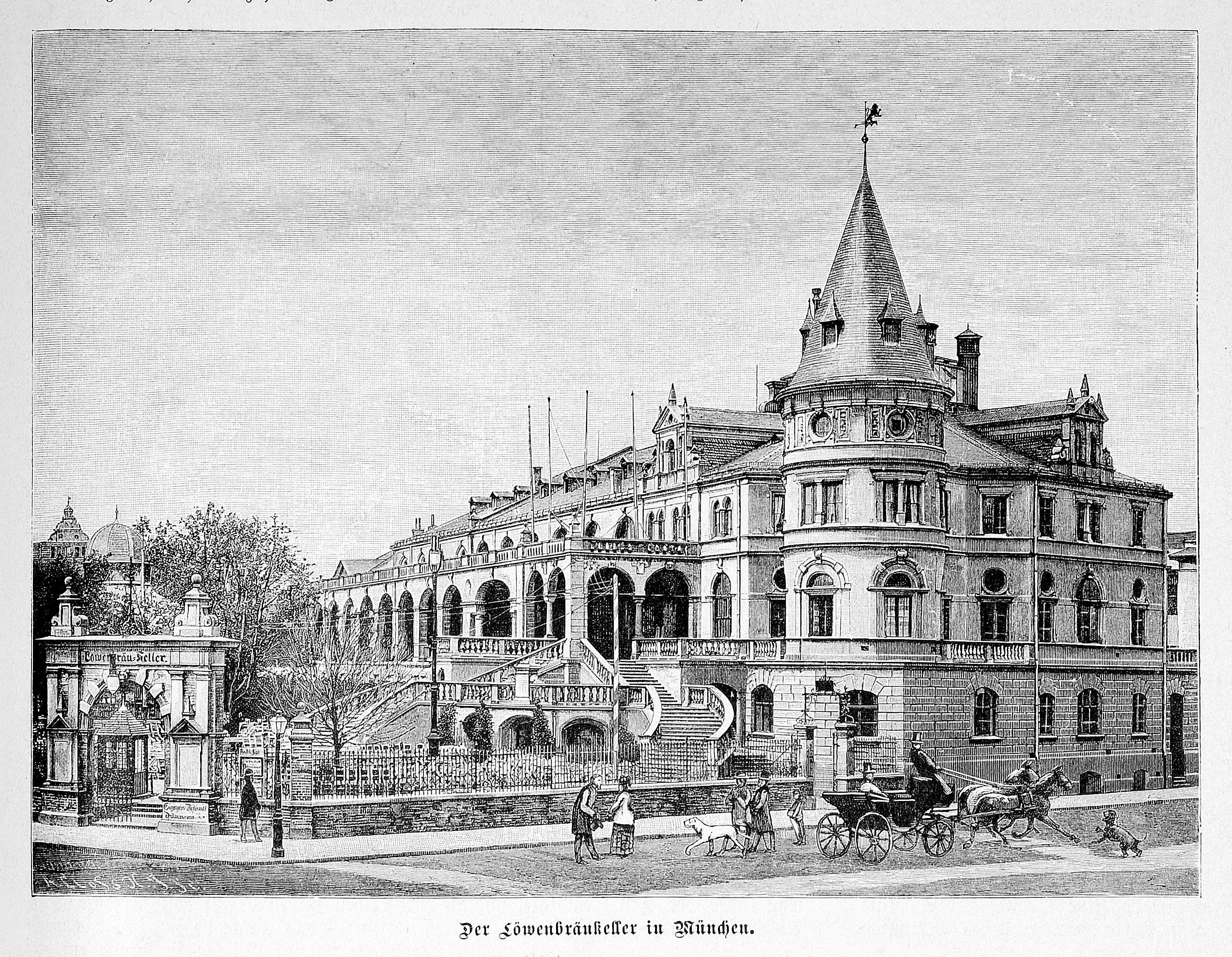
Пивная Лёвенбройкеллер, Мюнхен, 1888 год

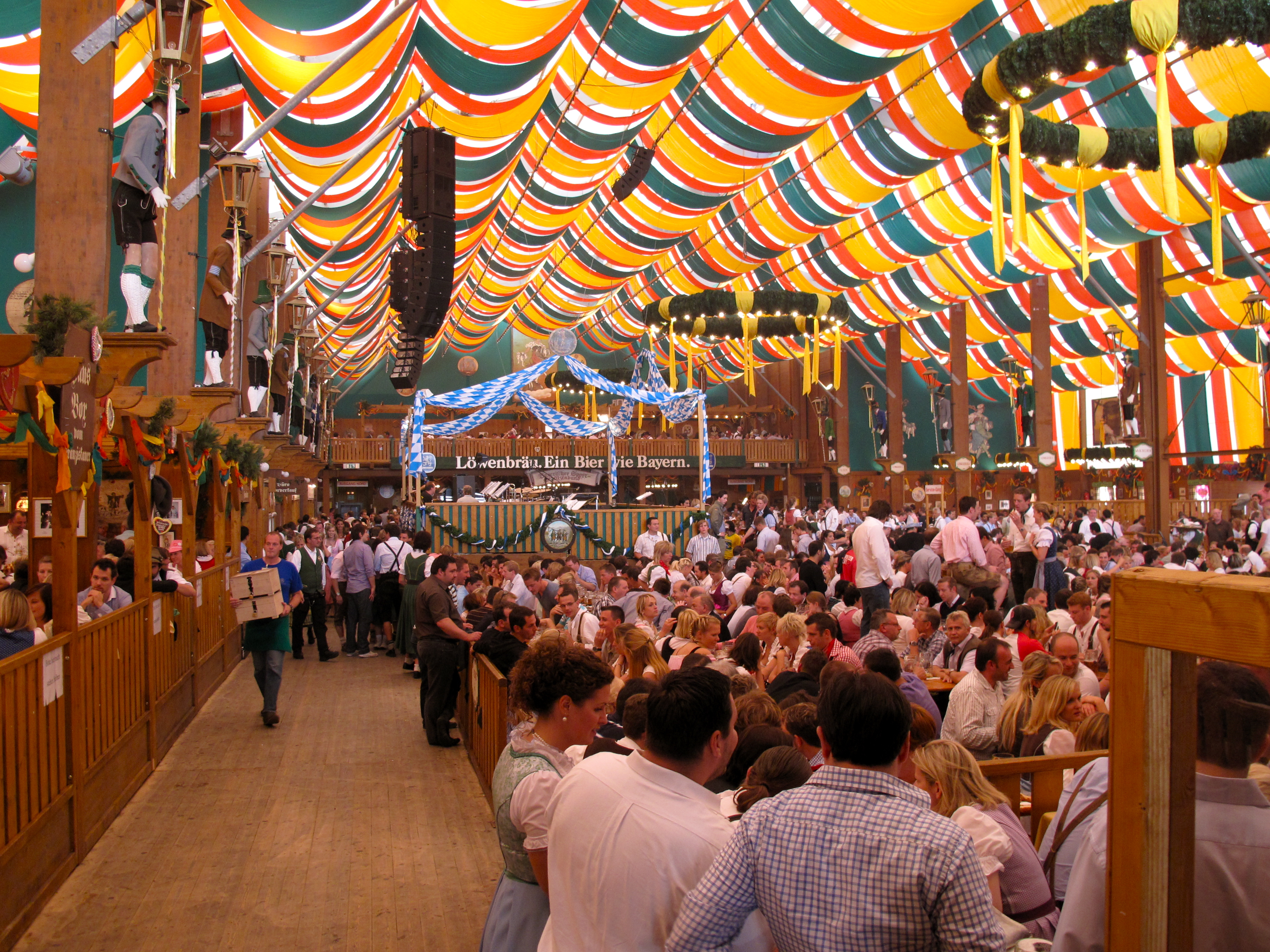
Зал пивоварни «Лёвенброй» на Октоберфесте

Пивоварне Löwenbräu принадлежит один из старейших пивных садов. Это пиво подавали на каждом Октоберфесте начиная с 1810 года.
В книге нацистского юриста Генри Пикера «Застольные разговоры Гитлера» пиво «Лёвенброй» названо лучшим экспортным пивом Германии.

## В США

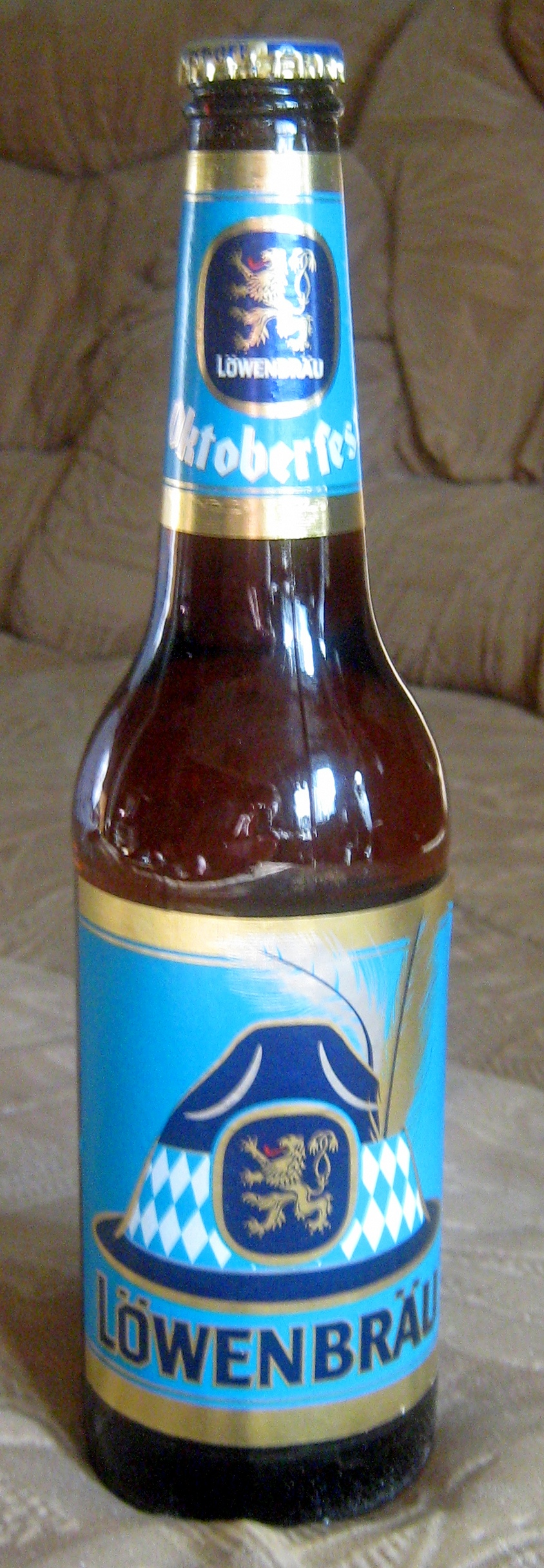
Российский «Лёвенброй». Спецразлив в честь Октоберфеста

Своей высокой репутацией в США середины XX века пивоварня была обязана соблюдению средневекового «Закона о чистоте пива».
После того, как в 1975 году права на марку Löwenbräu в США приобрела пивоваренная компания Miller, пиво стало выпускаться по современной рецептуре.
Считается, что умлауты в названии американской глэм-метал группы Mötley Crüe были взяты участниками из названия пива Löwenbräu, которое они пили в то время.

## В России
Пиво марки «Löwenbräu» варится в России с 1999 года, после того как немецкая пивоваренная компания «Шпатен-Лёвенброй» передала права на производство этого пива в России компании «Браво Интернешнл». В 2002 году Браво Интернешнл купил голландский концерн «Heineken», который продолжал выпускать эту марку до 2004 года. В 2004 пивоварня «Шпатен» досталась бельгийской компании «ИнБев».
С ноября 2005 года ОАО «САН ИнБев» (дочерняя компания ИнБев) осуществляет дистрибуцию пива «Löwenbräu» в России; с марта 2006 года началось его производство на пивоваренном заводе ООО «Интербир» (г. Санкт-Петербург). В настоящее время компания производит напиток на заводах в Клину, Иваново, Омске и Саранске. При этом на упаковках указывается русский вариант названия «Ловенбрау оригинальное».